# Аджамі (фільм)
«Аджамі» (араб. عجمي; івр. עג'מי) — кінофільм режисерів Скандара Копті і Ярона Шані, що вийшов на екрани в 2009 році.

## Сюжет
Фільм, дія якого відбувається в основному в районі Яффи Аджамі, складається з декількох пересічних сюжетних ліній. Ці лінії пов'язані з долею кількох персонажів: араба Омара, якому необхідно терміново дістати велику суму грошей, щоб відкупитися від кровної помсти; палестинського юнаки Малека, який нелегально працює в закладі араба-християнина Абу-Ельяса і потребує грошей на оплату операції матері; ізраїльського поліцейського Данді, зайнятого пошуками свого зниклого під час служби в армії брата.

## У ролях
- Шахір Кабаха — Омар
- Ібрахім Фредж — Мальок
- Фуад Хабаш — Насрі
- Юссеф Сахвані — Абу-Ельяс
- Еран Наїм — Дандо бен Давид
- Еліас Саба — Шата
- Скандар Кіпті — Біндж
- Хілаль Кабоб — Анан
- Ранін Карім — Хадір

## Нагороди та номінації
- 2009 — Спеціальне згадування «Золота камера» на Каннському кінофестивалі (Скандар Копті і Ярон Шані)
- 2009 — п'ять премій «Офір» Ізраїльської кіноакадемії: кращий фільм, кращий режисер (Скандар Копті і Ярон Шані), кращий сценарій (Скандар Копті і Ярон Шані), кращий монтаж (Скандар Копті і Ярон Шані), краща музика; а також чотири номінації: краща операторська робота (Боаз Йехонатан Яаков), краща робота художника (Йоав Синай), кращі костюми (Рона Дорон), кращий звук (Ерез Ейні-Шавіт, Ітай Елохев)
- 2009 — номінація на приз за європейське відкриття року від European Film Awards (Скандар Копті і Ярон Шані)
- 2009 — приз за кращий повнометражний художній фільм на кінофестивалі в Єрусалимі (Скандар Кіпті, Ярон Шані, Моше Данон, Танассіс Каратанос)
- 2009 — Гран-прі кінофестивалю темні ночі в Таллінні (Скандар Копті і Ярон Шані)
- 2009 — три призу кінофестивалю в Салоніках: «Золотий Олександр», приз за кращий сценарій і приз глядацьких симпатій (всі — Скандар Копті і Ярон Шані)
- 2010 — номінація на премію «Оскар» за кращий фільм іноземною мовою
- 2010 — Гран-прі кінофестивалю в Боулдері (Скандар Копті і Ярон Шані)
- 2010 — приз Ради Європи (FACE Award) на кінофестивалі в Стамбулі (Скандар Копті і Ярон Шані)
- 2010 — номінація на премію «Молодий актор» за найкращу роль у міжнародному фільмі (Ібрахім Фредж і Фуад Хабаш)